# 세쌍둥이 (애니메이션)
세쌍둥이는 카탈루냐의 일러스트레이터 로세르 카프데빌라가 제작한 애니메이션 시리즈이다.
이 세쌍둥이는 카프데빌라 자신의 딸을 기반으로 1983년에 만들어졌으며, 1969년에 태어난 세쌍둥이이다. 그 이야기는 즉시 성공했고 많은 국가에서 출간하기 시작했다.
대한민국에서는 KBS에서 《열려라 꿈동산》의 한 코너로 방영되었다.

## 줄거리
세쌍둥이의 그림은 명확한 패턴을 따른다. 자매는 장난을 치거나 마녀를 물리치기 위해 관리하고, 처벌하기 위해 문학 작품으로 보낸다.

## 등장인물
테레사 - 그녀는 분홍색 리본을 단 세쌍둥이이다.
안나 - 그녀는 파란색 리본을 단 세쌍둥이이다.
헬레나 - 그녀는 녹색 리본을 단 세쌍둥이이다.
마녀 - 그녀는 엄청난 마법력이 있지만 항상 과체중의 700세의 마녀이다.
부엉이 - 그는 마녀 조수로 봉사하는 보라색 부엉이이다.